# Módní přehlídka

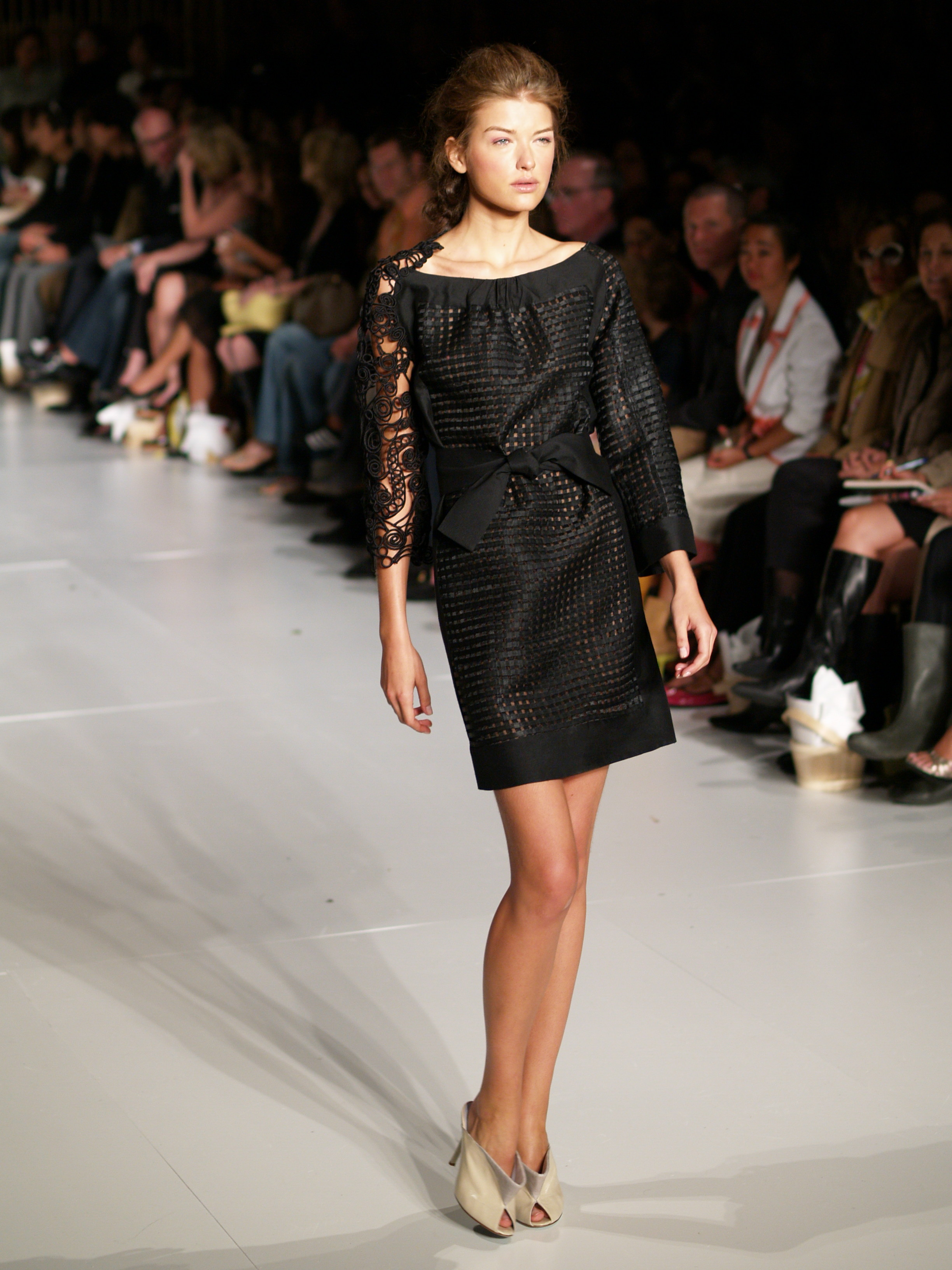
Modelka Natalia Gotsiy na módní přehlídce

Módní přehlídka je společenská událost, na které módní návrháři předvádějí svou nadcházející kolekci oblečení. Na módních přehlídkách jsou předváděny zejména kolekce před jednotlivou sezónou, na nichž se návrháři snaží předvést nejnovější módní trendy.
Na typické módní přehlídce chodí modelky po přehlídkovém molu oblečeny v oděvu vytvořeném návrhářem a jeho týmem. Molo s modely je osvětleno. Pořadí představování modelů je předem plánováno v souladu s prohlášením projektanta. Některé módní přehlídky jsou koncipovány tak, že modely jsou statické. Široký rozsah současných designérů má tendenci produkovat své pořady jako divadelní produkce s komplikovanými přídavnými prvky, jako je živá hudba nebo různé technologické prvky.